# Gerard van der Meer Mohr
Gerardus van der Meer Mohr (Buitenzorg (Nederlands-Indië), 8 maart 1918 - Bennekom, 29 juni 2007) was een Nederlands militair en overlevende van de atoomaanval op Nagasaki op 9 augustus 1945.
Gerard van der Meer Mohr, bijgenaamd Nono, was een buitenechtelijke zoon van Johannes Gerardus Nauman (1880-1940) en Johanna Elisabeth van der Meer Mohr (1877-1942). Zijn grootvader van moederszijde, Otto Karel van der Meer Mohr was in 1850 naar Nederlands-Indië getrokken waar hij ging werken als ambtenaar. 
Van der Meer Mohr werkte als kok in de rang van korporaal binnen het KNIL. Op het moment van de atoomaanval op Nagasaki was hij met 543 anderen aan het werk als krijgsgevangene van de Japanners in het industriegebied van Nagasaki op de scheepswerf van Mitsubishi.
Ondanks verwachtingen van Amerikaanse onderzoeksteams dat hij niet langer dan 25 jaar zou leven door het drinken van besmet water, heeft Van der Meer Mohr nooit kanker gekregen. Van der Meer Mohr trouwde op 16 juni 1950 te Djatinegara (Indonesië) met Silvia Eleonora Wijnandts en had bij zijn overlijden vier kinderen, negen kleinkinderen en twee achterkleinkinderen. In 1953 repatrieerde hij met zijn familie naar Nederland waar hij tot kort voor zijn dood in Ede woonde. Hier werd hij op 4 juli 2007 begraven.